# 黃泥涌道

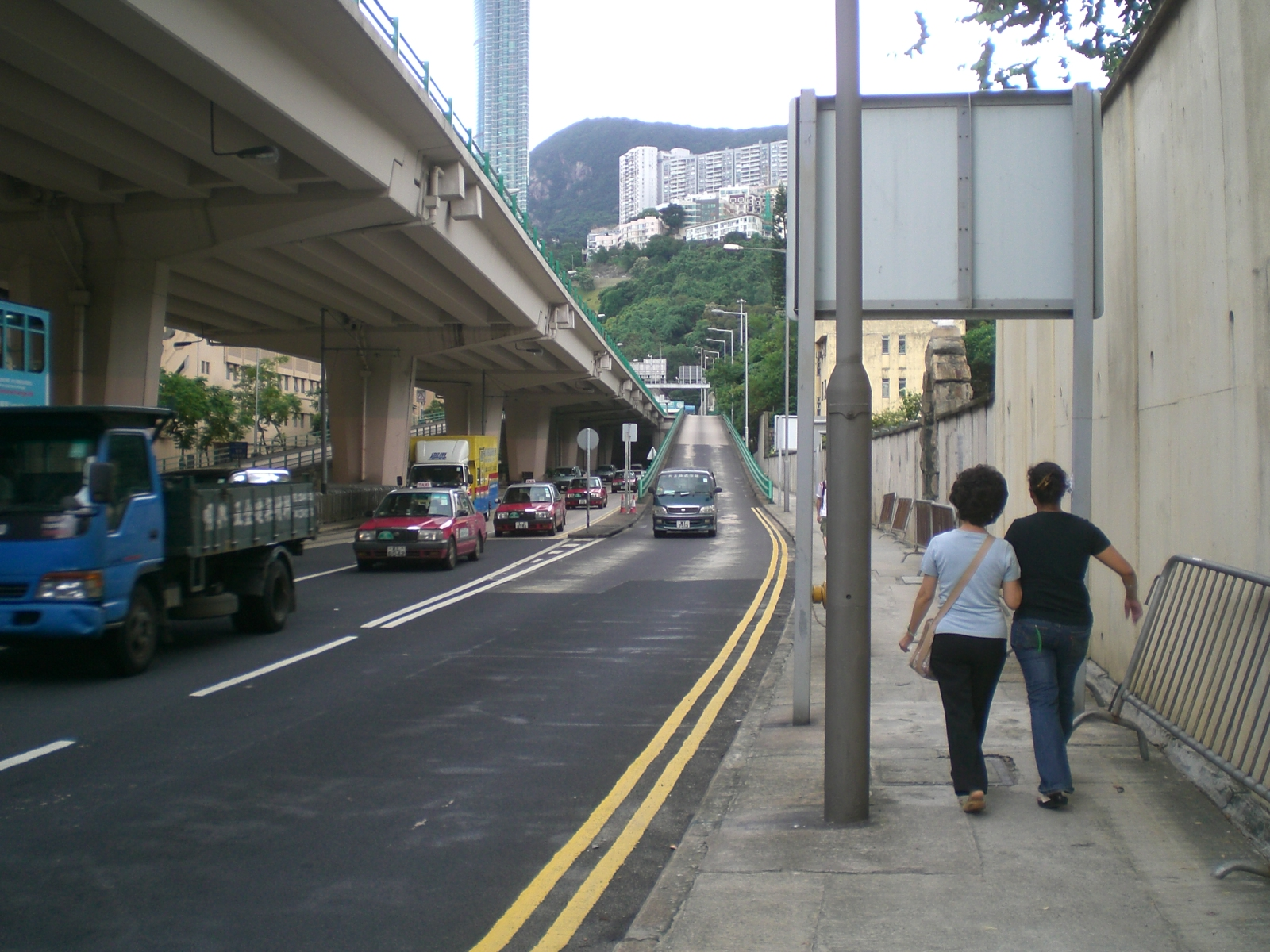
黃泥涌道往香港仔隧道方向

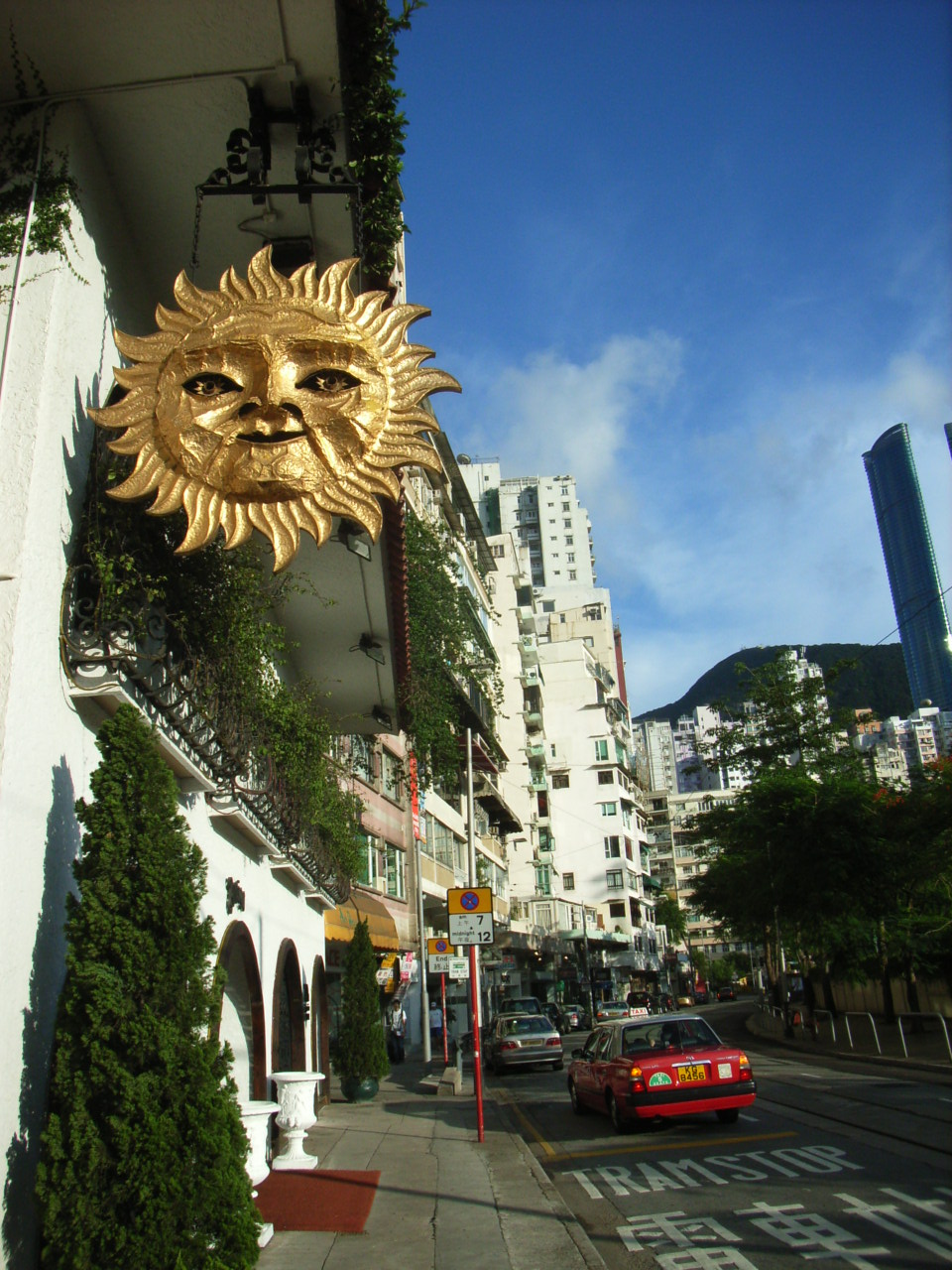
黃泥涌道79A的地標——雅谷餐廳及雅谷大廈

黃泥涌道（英語：Wong Nai Chung Road）是香港灣仔區的一條主要道路，是連接跑馬地與港島其他地區的重要通道，亦是電車跑馬地線的一部份。

## 簡介
黃泥涌道呈U字型，大部分路段環繞跑馬地馬場。
東面連接禮頓道，西面則連接皇后大道東與摩理臣山道，並有連接香港仔隧道的黃泥涌峽天橋建在其上。黃泥涌道主要行車方向是順時針方向，電車由東面進入，但西面一部份則是雙程行車，進入跑馬地的車輛可沿東西其中一面進入，但離開跑馬地的車輛則只可行經西面。在賽馬日時，黃泥涌道會實施特別交通措施，車輛只可以順時針方向進入跑馬地及跑馬地馬場。

## 途經著名地點
- 紀利華木球會
- 禮頓山 (住宅)
- 跑馬地馬場
- 雅谷餐廳
- 雅谷大廈
- 養和醫院
- 祆教墳場
- 跑馬地天主教聖彌額爾墳場
- 香港賽馬博物館
- 麗都酒店
- 維多利亞城界碑

## 交匯道路
- 禮頓道
- 堅拿道東
- 體育道
- 黃泥涌峽天橋
- 摩理臣山道
- 皇后大道東
- 山光道
- 成和道
- 藍塘道
- 樂活道
- 體育道
- 禮頓道

## 事件
- 1984年1月28日，一輛1號線中巴失控衝上黃泥涌道行人路，撞到多名途人；包括某些在聖保祿天主教小學輪候入學申請的家長及學生，事件共造成6人死亡8人受傷。
- 2011年3月1日，一條於地底的食水管突然爆裂，導致灣仔區大範圍沒有食水供應。

## 外部連結
- 黃泥涌道地圖 （页面存档备份，存于）
- 占Sir on Duty——恐怖奪六命車禍